# Kai Matsuzaki
Kai Matsuzaki (jap. 松崎 快, Matsuzaki Kai; * 22. November 1997 in der Präfektur Saitama) ist ein japanischer Fußballspieler.

## Karriere
Kai Matsuzaki erlernte das Fußballspielen in den Jugendmannschaften vom Kawagoe Himawari SC und Ōmiya Ardija sowie in der Universitätsmannschaft der Tōyō-Universität. Seinen ersten Vertrag unterschrieb er 2020 bei Mito Hollyhock. Der Verein aus Mito spiele in der zweiten japanischen Liga, der J2 League. Sein Zweitligadebüt gab er am 27. Juni 2020 im Auswärtsspiel gegen Thespakusatsu Gunma. Hier wurde er in der 70. Minute für Kazuma Yamaguchi eingewechselt. In seiner ersten Zweitligasaison absolvierte er 33 Spiele. Nach insgesamt 74 Ligaspielen wechselte er im Januar 2022 in die erste Liga, wo er einen Vertrag bei den Urawa Red Diamonds unterschrieb. 2022 gewann er mit seinem neuen Verein den japanischen Supercup. Das Spiel gegen den Meister von 2021, Kawasaki Frontale, gewann man am 12. Februar durch zwei Tore von Ataru Esaka mit 2:0. Im Juli 2023 wechselte er bis Saisonende auf Leihbasis nach Sendai zum Zweitligisten Vegalta Sendai. Hier bestritt er elf Ligaspiele. Nach der Ausleihe kehrte er nicht zu den Urawa Red Diamonds zurück. Im Januar 2024 nahm ihn der Zweitligist Shimizu S-Pulse unter Vertrag. Am Ende der Saison 2024 feierte er die Meisterschaft und stieg in die erste Liga auf.

## Erfolge
Urawa Red Diamonds
- Supercup: 2022

Shimizu S-Pulse
- Japanischer Zweitligameister: 2024